# Chomętowo (powiat gryficki)
Chomętowo (do 1945 niem. Gumtow) – wieś sołecka w północno-zachodniej Polsce, położona w województwie zachodniopomorskim, w powiecie gryfickim, w gminie Trzebiatów.
28 lutego 2009 wieś miała 256 mieszkańców.
Do Chomętowa prowadzi droga powiatowa nr 0132Z z wsi Sadlno. Wieś ma także połączenie od południa z pobliską drogą wojewódzką nr 103.
W latach 1954–1959 wieś należała i była siedzibą władz gromady Chomętowo, po jej zniesieniu w gromadzie Cerkwica. 
W latach 1946–1998 miejscowość należała administracyjnie do województwa szczecińskiego.
Gmina Trzebiatów utworzyła sołectwo Chomętowo, będące jej jednostką pomocniczą, obejmuje ono jedynie wieś Chomętowo.
W 2007 roku do Chomętowa przyłączono pobliski przysiółek Stodorków.
Wieś należy do rejonu Szkoły Podstawowej Nr 1 im. Jana Kochanowskiego w Trzebiatowie.
W centrum wsi znajduje się pomnik poświęcony poległym żołnierzom I WŚ, którzy byli mieszkańcami Chomętowa.
| Zakres wieku mężczyzn | Mężczyźni | Kobiety | Zakres wieku kobiet |
| --------------------- | --------- | ------- | ------------------- |
| 0–19                  | 36        | 42      | 0–19                |
| 20–60                 | 76        | 70      | 20–65               |
| powyżej 60            | 9         | 23      | powyżej 65          |
| Razem (Σ)             | 121       | 135     | (Σ) Razem           |